# Pyrethroid
Pyrethroider er en gruppe af insekticider, der virker som nervegift. De er hyppigt brugt i landbruget, men også og måske især i de private haver. Stofferne er baseret på naturlige insektgifte, som dannes i bestemte arter af Krysanthemum (Tanacetum cinerariifolium eller Tanacetum coccineum). Blomsterne høstes og tørres kort efter, at blomstringen er begyndt. Man kan så enten pulverisere produktet, eller udtrække de aktive stoffer. Efter behandling har man et middel, som indeholder ca. 30% aktivt stof, som under ét kaldes for pyrethriner. To af disse er langt de mest almindelige, nemlig pyrethrin-I og pyrethrin-II. Desuden findes der små mængder af stofferne cinerin I og II samt jasmolin I og II.

## Virkning og anvendelse
Pyrethrin-holdige midler bruges især til bekæmpelse af hovedlus, malariamyg, kakerlakker og fluer. De naturlige pyrethriner er kontaktgifte, der når insektets nervesystem ved direkte hudkontakt. I løbet af få minutter bliver dyret ude af stand til at flyve eller krybe bort, men en dødelig dosis er vanskelig at opnå, for stofferne afgiftes hurtigt af enzymer i dyrets fordøjelsessystem. For at sætte denne mekanisme ud af kraft tilsættes midlerne ofte stoffer, som hæmmer enzymaktiviteten, som f.eks. Piperonylbutoksid.

## Syntetiske midler
Syntetiske derivater af de virksomme chrysanthemumsyrer bliver fremstillet og brugt som insektmidler. De kaldes pyrethroider, og de er mere effektive som bekæmpelsesmidler end de naturligt forekommende pyrethriner, samtidigt med at de er mindre giftige for mennesker og husdyr. Pyrethrin er altså betegnelsen for insektmidler, som stammer direkte fra Krysantemum, mens pyrethroid er syntetiske forbindelser. Ofte bruges ordet pyrethrum som samlet betegnelse for begge disse grupper af insektgifte.

## Giftighed for mennesker
Stofferne kan fremkalde akut irritabilitet, svimmelhed, opkastning, hudirritation, spisevægring, kramper og koma samt lever- og nyreskader. På længere sigt kan de fremkalde vægttab, kræft og for tidlig nedkomst.
- LD50 ved indtagelse gennem munden er over 7500 mg/kg legemsvægt.
- LD50 ved hudkontakt er 1880 mg/kg.